# 鳥頭紀行
『鳥頭紀行』（とりあたま きこう）は、西原理恵子による日本の旅行体験ルポ漫画。
始めに『マルコポーロ』（文藝春秋）に連載され、その後『オズマガジン』（スターツ出版）に1995年7月号から同年10月号まで連載された後、発表場所を『uno!』（朝日新聞社）に移し、1996年12月号から1997年8月号（2月号除く）まで連載された。その後、『SPA!』（扶桑社）の西原の連載「できるかな」が「鳥頭紀行」に改題。その後1999年に元祖「鳥頭紀行」が『MEN'S WALKER』（角川書店）で復活し、4誌を渡り歩いた「鳥頭紀行」シリーズは完結した。
キャッチコピーは「どこへ行っても三歩で忘れる」。

## あらすじ
『鳥頭紀行 ぜんぶ』西原理恵子は『マルコポーロ』で新連載を始めた。最初は題未定だったりもしたが「旅の様子」を漫画にすることに決め、日本各地やマカオを取材していく。ところが『マルコポーロ』が廃刊になってしまい、『オズマガジン』に（勝谷誠彦と共に）移籍することになる。そんな中当時タイに住んでいた鴨志田穣と出会い（タイ編）、後に『ジャングル編』での同行や同居・結婚につながっていく（「有限会社とりあたま」）。
『ジャングル編』すべての始まりは、バンコクで西原が酔った勢いで「アマゾンで巨大魚を、こん棒でぶち回すと面白そうだ」とぶちまけた言葉が「アマゾンで巨大魚を釣り上げる」旅として企画された事だった。本人不在のところでトントン拍子に話は進み、西原は日本の真裏・ブラジルへと旅立つことになってしまった（それが『uno!』連載になったのは、編集部に週刊朝日元編集長の穴吹史士と『マルコポーロ』を潰してかつての宿敵であった朝日に移籍した花田紀凱がいたからであった）。メンバーは、西原理恵子を筆頭に、カメラマンかっちゃん（勝谷誠彦）、虫の西田お兄さん（西田考治）、ビデオカメラマン鴨ちゃん（鴨志田穣）、担当編集はせぴょん（長谷川弘美）。世間を真っ直ぐ歩けない五変人。突入した緑のジャングルで迎えた顛末は!?。正気とは思えない紀行が始まった。
『くりくり編』角川書店に花田が移り「鳥頭紀行」が再開した。そんな中西原は自らのこれまでを振り返り「心を清めたい」と思うようになるが、そこで夫の鴨志田が誘ったのはミャンマーの寺院での出家修行で、自分だけがひどい目にあうのが嫌な西原は旧友のゲッツ板谷を誘って3人で頭を丸め修行することにした（ミャンマー出家編）。その後九州でのタコ釣りを挟んで「ロマンティック街道をいく（団体）ハネムーンツアー」を夫婦（＋板谷・長谷川）で体験することに（ドイツ　ハネムーン編）。

## 主な登場人物
いずれも実在の人物だが、ギャグ漫画としての脚色がなされているため注意が必要。
西原理恵子
通称”りえぞう”。本作の主人公。『ジャングル編』ではタイ編の時酔った勢いがきっかけで、「アマゾンで巨大魚を釣り上げる」企画を立ち上げた張本人 。連載中タイで出会ったカメラマン鴨志田穣と結婚する。ミャンマー出家編で頭を丸め、それから自画像が出家姿に変わる。ドイツ　ハネムーン編では夫婦でペアルックやウェディングドレス姿のハイデルベルク城結婚式を体験してみるも、オチでは「離婚したい」と呟いてしまった（『くりくり編』の4年後、『毎日かあさん』1巻で本当に離婚してしまった）。
勝谷誠彦
通称”かっちゃん”。元週刊文春記者でカメラマン担当。本編では高級なカメラを何度も壊している。作中ホモ扱い。初登場時には「爆弾製造」を取材するために牧田吉明の元へ西原を案内したが、牧田は「爆弾製造者」ではなく「ダイナマイトを盗んだ男」だったため西原の大目玉をくらった。オズマガジン移籍後には自分を裏切った花田への嘆きを露わにしていたが、皮肉にも『ジャングル編』で再会することになる。マルコポーロ連載末期～『ジャングル編』のレギュラーだが、『くりくり編』では一切登場しない。『ジャングル編』後の「有限会社とりあたま」では軽井沢に建てた新居に西原・鴨志田・西田を招待するも、3人の釣りの様子を撮影途中に釣り針が飛んできて手を負傷してしまった。
鴨志田穣
通称”鴨ちゃん”。タイ編で初登場し、勝谷の紹介で西原と出会う。『ジャングル編』ではCSテレビ のビデオカメラマンとして同行。取材後、帰りの飛行機の中で西原にプロポーズ。9年ぶりに日本に帰国し、西原と結婚した。仏門に帰依しており、その縁でミャンマーの寺院での修行を思いついた。また初対面時から既に「アル中」であった。
西田考治
通称”虫の西田お兄さん”で、西原とは小学館から発売された『むいむい』で共演していた。異常な虫マニア。釣りの先生。『ジャングル編』・「有限会社とりあたま」で登場。
花吉
通称”花ちゃん”で本名不明（『恨ミシュラン』にゲスト出演した時には編集長と同じく「花田」と名乗った）。『マルコポーロ』時代本作を担当した女性編集者（東京大学卒業）。『マルコポーロ』編最後で勝谷と入れ替わりに登場しなくなる。
長谷川弘美
通称”はせぴょん”。本作の担当編集者（オズマガジン移籍以降）。性格が粗放。『ジャングル編』では高額な取材費を得るために連載を『uno!』に移し（単行本はスターツ出版から）、取材後単行本にするためのページ数が出版ギリギリで全然足りないことに気づき、勝谷は三日間不眠不休で不足分の原稿を書かされる羽目になった。連載・単行本の版元が完全に角川書店に移った『くりくり編』でも登場（花田曰く自分と抱き合わせになった）。
板谷宏一
通称”金角”。日本一凶暴なライター。『マルコポーロ』時代の八丈島編・『ジャングル編』収録のベトナム編・『くりくり編』で同行。ミャンマー出家編では西原の甘い言葉に騙され剃髪・修行をする羽目になり、ドイツ　ハネムーン編ではツアー最後の結婚式体験で新婦西原のエスコート役を務めた（シャレで鴨志田と共にウェディングドレスを着てみたりもした）。
安藤康一
通称”銀角”。日本一狂暴なイラストレーター。『マルコポーロ』時代の八丈島編・『ジャングル編』収録のベトナム編で同行。
花田紀凱
『マルコポーロ』（文春）・『uno!』（朝日）・『MEN'S WALKER』（角川）と転々と雑誌を潰しながら西原に『鳥頭紀行』の連載を依頼してくる編集長。勝谷の週刊文春時代の上司で、彼に朝日（と当時週刊朝日編集長だった穴吹）に対する敵意を示すことを仕込みながらも『マルコポーロ』廃刊後あっさり朝日に移籍した。『ジャングル編』・『くりくり編』の冒頭と「さあキャンプファイアーをはじめましょうか」に登場している。『くりくり編』後にはさらに会社を移り、同単行本に同時収録された『何がでてくるかわからない』（宣伝会議の雑誌『編集会議』に連載され、後半部分は『できるかなV3』に収録された）の依頼人として登場した。
穴吹史士
『恨ミシュラン』に登場しその後半で週刊朝日編集長の座を降ろされた『uno!』発行人。西原が『uno!』での『ジャングル編』を引き受けた理由の一人である。花田と共に『uno!』編集に携わったが、仕事中顔を合わそうとしなかった。『ジャングル編』の冒頭と「さあキャンプファイアーをはじめましょうか」に登場し、『鳥頭紀行 ぜんぶ』文庫版の解説を書いている。
山崎一夫
通称”銀玉親方”。『まあじゃんほうろうき』で西原に麻雀を教えた博打の師匠。『マルコポーロ』連載時の愛媛編とオズマガジンの「東京湾あなご釣り編」に登場。
Mさん
『マルコポーロ』連載時に乱入し青森旅行を強制した『まあじゃんほうろうき』の"ヘビどん" （ヘビさん）。職業は「ぱっぽん堂」のサラリーマンで、「精」を取り戻すために青森の巨大フジツボを食べにいった。
末井昭
『まあじゃんほうろうき』等に登場する白夜書房の編集長で、『マルコポーロ』連載時2回顔を見せた。一回目はMさんが恐山に行った時、末井本人は元気なのにイタコに口寄せを依頼。二回目は勝谷初登場回のオチで、「母がダイナマイト心中を遂げた」という過去からか西原に（本当に爆弾を手作りした）爆弾犯を紹介した。

## 書誌情報
- 西原理恵子×勝谷誠彦 『鳥頭紀行 ジャングル編』 ISBN 4043543050　スターツ出版（単行本版）、角川書店（文庫版）
  - 『uno!』連載の「ジャングル編」と『オズマガジン』連載の「ベトナム編・台湾編」を収録。作中に勝谷と西田のコラムが挿入されている。
- 西原理恵子 『鳥頭紀行 ぜんぶ』ISBN 4022642661　　朝日新聞社
  - 『マルコポーロ』・『オズマガジン』連載分と『uno!』連載の「有限会社とりあたま」を収録。
- 西原理恵子・鴨志田穣・ゲッツ板谷　『鳥頭紀行 くりくり編』 ISBN 4043543085　　角川書店
  - 『MEN'S WALKER』連載分を収録。作中に板谷と鴨志田のコラムが挿入されている。

時系列としては『鳥頭紀行 ぜんぶ』－『鳥頭紀行 ジャングル編』（ベトナム編・台湾編－ジャングル編）－（『できるかなリターンズ』）－『鳥頭紀行 くりくり編』の順で各単行本間で内容の重複は一切ない。
- 関連書籍
  - 群ようこ・西原理恵子 鳥頭対談―何を言っても三歩で忘れる　ISBN 402257304X　朝日新聞社：『uno!』に連載された対談集で、『鳥頭紀行』の番外編「さあキャンプファイアーをはじめましょうか[12]」（『uno!』最終号掲載）を伴録している。
  - 西原理恵子　サイバラ茸　ISBN 406211335X　講談社：鳥頭対談内の西原の漫画と「さあキャンプファイアーをはじめましょうか」を収録。また『サイバラ茸』シリーズの「サイバラ茸4」に『ジャングル編』・『くりくり編』、「サイバラ茸8」に『鳥頭紀行 ぜんぶ』の漫画部分が収録されている。
  - 西原理恵子　できるかなリターンズ　ISBN 978-4594028718：「鳥頭紀行」の『SPA!』連載版が収録されている。